# B.W. Stevenson
B.W. Stevenson, geboren als Louis Charles Stevenson, (Oak Cliff (Dallas), 5 oktober 1949 - 28 april 1988) was een Amerikaanse countrypop-muzikant.

## Carrière
Stevenson bezocht de W.H. Adamson High School met andere toekomstig beroemde muzikanten zoals Michael Martin Murphey, Ray Wylie Hubbard en Larry Groce.
Stevenson trad op en werd opgenomen voor de aanstaande pilot van het tv-muziekprogramma Austin City Limits in oktober 1974. Echter de opname-kwaliteit werd te matig bevonden om uit te zenden. Willie Nelsons optreden werd de volgende nacht opgenomen en uitgezonden als de eerste aflevering van het langlopende programma.
Stevensons grootste hit in de Billboard Hot 100 was My Maria (#9, september 1973), geschreven door Daniel Moore, Deze werd veel later gecoverd door het country-duo Brooks & Dunn. Het werd een nummer 1-countryhit midden 1996, die drie weken stand hield. Onder Stevensons andere hitsingles waren The River of Love (#53), Down to the Station (#82) en de oorspronkelijke versie van Daniel Moore's Shambala (#66), een cover van Three Dog Night.
Stevenson nam het contemporary christian-album Lifeline op, geproduceerd door zijn buurman Chris Christian in Beverly Hills, dat succes had bij Christian's radio met de hit Heading Home. Zijn album Rainbow Down the Road werd postuum voltooid en bevatte het duet Heart of the Country met Willie Nelson. Auteur Jan Reid wijdde een hoofdstuk aan Stevenson in zijn boek The Improbable Rise of Redneck Rock en gaf hem de bijnaam The Voice. In 2012 coverde Shawn Colvin B.W. Stevensons song On My Own.

## Overlijden
Stevenson overleed opvolgend aan een hartklep-operatie na een stafylokokken-infectie te hebben opgelopen op 38-jarige leeftijd. Sinds zijn dood werd in Poor David's Pub in Dallas een jaarlijkse songwriters-competitie gehouden ter nagedachtenis aan Stevenson.

## Medewerkers
- Larry Carlton (gitaar)
- Layton DePenning (gitaar)
- Gurf Morlix (gitaar, steelgitaar)
- Jim Gordon (drums)
- Al DeBoer (drums)
- Donny Dolan (drums)
- Billy Block (drums)
- Joe Osborn (basgitaar)
- Guy Schwartz (basgitaar)
- Rod Garrison (basgitaar)
- Roger Tausz (basgitaar)
- Lorna Willard (achtergrondzang)
- Zeeder Hogg (achtergrondzang)
- Venata Field (achtergrondzang)
- Riley Osbourn (keyboards)
- Chris Christian (gitaar, keyboards, achtergrondzang)
- Freddie Krc (drums)
- Stuart Schulman (steelgitaar)
- Mickey Raphael (harmonica)

## Discografie
- 1972: B.W. Stevenson (RCA)
- 1972: Lead Free (RCA)
- 1973: My Maria (RCA)
- 1973: Calabasas (RCA)
- 1975: We Be Sailin' (Warner Bros)
- 1977: The Best of B.W. Stevenson (RCA)
- 1977: Lost Feeling (Warner Bros)
- 1980: Lifeline (Home Sweet Home Records)
- 1990: Rainbow Down The Road (Amazing Records)
- 2000: Very Best of B.W. Stevenson (Collectables)
- 2003: Lead Free/B. W. Stevenson (Collectables)
- 2003: My Maria/Calabasas (Collectables)
- 2005: We Be Sailin'/Lost Feeling (Collectables)

- Library of Congress Control Number: n95115283
- MusicBrainz: 30b4cbb7-6c9e-42be-bbd1-883f2a662c28
- Virtual International Authority File: 23853573
- WorldCat: E39PBJjHhYPqHRQgvGgk7GdJDq